# 小川麻衣子
小川 麻衣子（おがわ まいこ、1986年7月26日 - ）は、日本の女性漫画家。福岡県福岡市出身、東京都日野市在住。

## 略歴
幼稚園の頃から絵を描くことを趣味とし、中学3年生でGペンを使い始める。高校1年生から2年生の時に『少年サンデー』、『少年ジャンプ』に作品を投稿していた。その後、大学1年生の時に「少年サンデーまんがカレッジ」に『こより日和!』を投稿、入選。
2009年、『ゲッサン』にて『とある飛空士への追憶』のコミカライズ版連載開始。2011年、『つぼみ』にて『魚の見る夢』連載開始。2012年から2018年まで『ゲッサン』にて『ひとりぼっちの地球侵略』を連載。2019年、『ゲッサン』にて『てのひら創世記』連載開始。2021年、『ゲッサン』にて『波のしじまのホリゾント』不定期連載開始。2023年から『てのひら創世記』完結に伴い、同作を本格連載開始。

## 人物
好物は、酒とフライドチキン、肉料理。『ゲッサン』巻末コメントでも頻繁にビールや焼肉などに言及している。
プロ活動初期は同人サークル「小さい方がいい。」にて東方Projectの同人誌を発表していた（「asaki」名義）。また、かつては現在も親交のあるあらた伊里（同人名義は「タイリ」）と合同誌も発表していた。

## 受賞歴
- こより日和!（まんがカレッジ 2005年7月期 入選）

## 作品リスト

### 漫画作品

#### 連載
- とある飛空士への追憶（原作：犬村小六、イラスト原案：森沢晴行、『ゲッサン』2009年9月号 - 2011年3月号）
- 魚の見る夢（『つぼみ』vol.11 - vol.21不定期連載→『つぼみ』休刊以降は『つぼみWEB』に不定期連載）
- ひとりぼっちの地球侵略（『ゲッサン』2012年4月号 - 2018年10月号）
- てのひら創世記（『ゲッサン』2020年1月号[11] - 2022年11月号[12]）
- 波のしじまのホリゾント（『ゲッサン』2021年8月号[13] - ） - 初期は不定期連載。『てのひら創世記』完結後、月刊連載へ移行[13]。

#### 読み切り
- こより日和！（『週刊少年サンデー超』2006年1月25日号）
- ブレイブ・フィスト（『週刊少年サンデー超』2006年11月25日号）
- GREEN RAY（『週刊少年サンデー超』2007年5月25日号）
- インタールード（『週刊少年サンデー超』2008年1月25日号）
- 車輪の緑は夕暮れの青（『週刊少年サンデー超』2008年5月24日号）
- 8月の面影（『ゲッサン』2011年7月号） - 『とある飛空士への追憶』4巻に併録。
- ひとかどのまちかど（『ゲッサン』2011年9月号） - 『とある飛空士への追憶』4巻に併録。
- ショートカット（『ゲッサン』2013年1月号）
- いつか、君を（『ゲッサン』2019年1月号）
- すぎれば尊し（『ゲッサン』2019年4月号）
- カニ食べたい！（『ゲッサン』2023年1月号[14]）

### 書籍
- 『とある飛空士への追憶』、原作：犬村小六、イラスト原案：森沢晴行、小学館〈少年サンデーコミックス〉2010年 - 2011年、全4巻
- 『魚の見る夢』、芳文社〈まんがタイムKRコミックス つぼみシリーズ〉2012年 - 2014年、全2巻
  1. 2012年9月12日発売[15]、ISBN 978-4-8322-4194-7
  2. 2014年1月10日発売[16]、ISBN 978-4-8322-4395-8
- 『ひとりぼっちの地球侵略』、小学館〈ゲッサン少年サンデーコミックス〉2012年 - 2018年、全15巻
- 『てのひら創世記』、小学館〈ゲッサン少年サンデーコミックス〉2020年 - 2023年、全5巻
  1. 2020年9月11日発売[17][18]、ISBN 978-4-09-850151-9
  2. 2020年12月11日発売[19]、ISBN 978-4-09-850344-5
  3. 2021年6月11日発売[20]、ISBN 978-4-09-850604-0
  4. 2022年5月12日発売[21]、ISBN 978-4-09-851121-1
  5. 2023年1月12日発売[22]、ISBN 978-4-09-851554-7
- 『波のしじまのホリゾント』、小学館〈ゲッサン少年サンデーコミックススペシャル〉2023年 - 、既刊4巻（2025年7月11日現在）
  1. 2023年9月12日発売[23][24]、ISBN 978-4-09-852780-9
  2. 2024年3月12日発売[25]、ISBN 978-4-09-853187-5
  3. 2024年11月12日発売[26]、ISBN 978-4-09-853693-1
  4. 2025年7月11日発売[27]、ISBN 978-4-09-854187-4

### その他
- ひだまりスケッチ×ハニカム（テレビアニメ、2012年）第6話提供バックイラスト
- 咎人の星（ゆずはらとしゆき 著、2013年1月 早川書房）イラスト
- 碧空（あおぞら）のカノン 航空自衛隊航空中央音楽隊ノート（福田和代 著、2013年2月 光文社）イラスト
- 群青のカノン 航空自衛隊航空中央音楽隊ノート2（福田和代 著、2015年9月 光文社）イラスト
- ご注文はうさぎですか??（テレビアニメ、2016年）TOKYO MX再放送版第11話エンドカードイラスト
- 薫風のカノン 航空自衛隊航空中央音楽隊ノート3（福田和代 著、2017年4月 光文社）イラスト
- ぼくには孤独に死ぬ権利がある――世界の果ての咎人の星（ゆずはらとしゆき 著、2020年12月、ビーグリー）イラスト、「ノベルバ」配信のみ

## アシスタント
- 瀬戸ミクモ